# Red Auerbach
Arnold Jacob "Red" Auerbach (20 de setembro de 1917 - 28 de outubro de 2006) foi um treinador de basquete americano que treinou o Washington Capitols, Tri-Cities Blackhawks e, mais notavelmente, o Boston Celtics. Depois que ele se aposentou, ele serviu como presidente e executivo dos Celtics até sua morte. Como treinador, ele ganhou 938 jogos (um recorde em sua aposentadoria) e nove títulos da National Basketball Association (NBA) em dez temporadas (um número superado apenas por Phil Jackson que ganhou 11). Como gerente geral e presidente dos Celtics, ele ganhou outros sete títulos da NBA, para um total de 16 em um período de 29 anos, fazendo dele um dos mais bem-sucedidos na história dos esportes profissionais norte-americanos.
Auerbach é lembrado como um pioneiro do basquete, redefinindo o basquete como um jogo dominado pelo trabalho em equipe e por introduzir o contra-ataque como uma arma potente. Ele treinou muitos jogadores que foram introduzidos no Basketball Hall of Fame e foi vital na quebra de barreiras na NBA. Ele fez história ao selecionar o primeiro jogador afro-americano, Chuck Cooper, no Draft de 1950, teve o primeiro afro-americano como titular em 1964 e contratou o primeiro treinador afro-americano em esportes norte-americanos (Bill Russell em 1966). Famoso por sua natureza polarizadora, ele era bem conhecido por fumar um charuto quando achava que uma vitória estava garantida, um hábito que se tornou, para muitos, "o símbolo supremo da vitória".
Em 1980, ele foi nomeado o melhor treinador da história da NBA pela Associação de Escritores de Basquete Profissional da América. Além disso, Auerbach foi eleito um dos 10 maiores treinadores da NBA na história, foi introduzido no National Jewish Sports Hall of Fame e é homenageado com uma camisa número 2 aposentada no TD Garden.

## Primeiros anos
Arnold Jacob Auerbach foi um dos quatro filhos de Marie e Hyman Auerbach. Hyman era um imigrante russo-judeu de Minsk, na União Soviética, e Marie Auerbach nasceu nos Estados Unidos. O casal possuía uma loja de delicatessen e depois entrou no ramo de limpeza. O pequeno Arnold passou toda a sua infância em Williamsburg, Brooklyn, jogando basquete. Com seu cabelo vermelho flamejante e temperamento ardente, Auerbach logo foi apelidado de "Red (Vermelho)."
Em meio à Grande Depressão, Red jogou basquete na Eastern District High School, onde foi nomeado "Segunda-Equipe All-Brooklyn" pelo World-Telegram em seu último ano. Auerbach recebeu uma bolsa atlética da Universidade George Washington em Washington, DC. Ele foi um jogador de basquete de destaque e se formou com um mestrado em 1941.

## Começo como treinador (1941-1951)
Em 1941, Auerbach começou a ser treinador de basquete na St. Albans School em Washington, DC. Dois anos depois, ele se juntou à Marinha dos EUA por três anos, treinando o time de basquete em Norfolk. Lá, ele chamou a atenção do milionário de Washington, Mike Uline, que o contratou para treinar o Washington Capitols na recém-fundada Basketball Association of America (BAA), um antecessor da NBA.
Na temporada de 1946-47, Auerbach liderou uma equipa construída em torno da estrela Bones McKinney e vários ex-jogadores da Marinha para um recorde de 49-11. Nos playoffs, no entanto, eles foram derrotados pelo Chicago Stags em seis jogos.
No ano seguinte, os Capitols tiveram um recorde de 28-20, mas foram eliminados dos playoffs em um tiebreak. Na temporada de 1948-49, os Caps ganharam seus primeiros 15 jogos e terminaram a temporada com um recorde de 38-22. A equipe chegou à final da BAA, mas foi derrotada pelo Minneapolis Lakers, que era liderado por George Mikan. Na próxima temporada, a BAA e a liga rival National Basketball League se fundiram para se tornarem a NBA e Auerbach sentiu que precisava reconstruir sua equipe. No entanto, o proprietário recusou suas propostas e Auerbach pediu demissão.
Depois de deixar os Capitols, Auerbach tornou-se treinador adjunto de Duke Blue Devils. Assumiu-se que Auerbach iria assumir o cargo de treinador pois Gerry Gerard estava lutando contra o câncer. Auerbach escreveu mais tarde que "se sentiu muito mal esperando que [Gerard] morresse" e que "não havia como conseguir um emprego".
Auerbach deixou Duke depois de alguns meses, quando Ben Kerner, dono do Tri-Cities Blackhawks, deu-lhe a luz verde para reconstruir a equipe do zero. Auerbach negociou mais de duas dúzias de jogadores em apenas seis semanas, e os Blackhawks melhoraram, mas terminaram a Temporada da NBA de 1949–50 com um recorde de 28–29. Quando Kerner trocou o jogador favorito de Auerbach, John Mahnken, ele pediu demissão novamente.

## Boston Celtics (1950-2006)

### Primeiros anos (1950-1956)
Antes da temporada da NBA de 1950-51, Walter Brown, dono do Boston Celtics, estava desesperado para mudar sua franquia que estava se recuperando de um recorde de 22-46. Brown, disse a um grupo de jornalistas esportivos de Boston: "Rapazes, eu não sei nada sobre basquete. Quem vocês recomendariam como treinador?" O grupo recomendou Auerbach e Brown obedeceu.
No Draft da NBA de 1950, Auerbach fez alguns movimentos notáveis. Primeiro, ele esnobou o armador Bob Cousy, enfurecendo o público de Boston. Ele argumentou que Cousy não tinha o equilíbrio necessário para formar seu time e ainda o provocou chamando-o de um "caipira local".[carece de fontes?] Em segundo lugar, ele selecionou o afro-americano Chuck Cooper, o primeiro jogador negro a ser selecionado por um clube da NBA. Com isso, Auerbach efetivamente derrubou a barreira da cor no basquete profissional.
Naquele ano, o elenco dos Celtics consistia no pivô Ed Macauley, o velho favorito de Auerbach, McKinney, e uma adição improvável: Bob Cousy. Cousy recusou-se a se reportar ao clube que o recrutou (que era o Blackhawks, antigo clube de Auerbach), e como seu próximo time (o Chicago Stags) acabou, ele acabou com os Celtics. Os Celtics conseguiu um recorde de 39-30, mas perdeu nos Playoffs para o New York Knicks. No entanto, a relação entre Auerbach e Cousy melhorou quando o técnico viu que o "Houdini de Hardwood" - como o espetacular driblador Cousy era chamado - se tornou o primeiro grande craque da NBA.
Na temporada de 1951-52, Auerbach fez uma notável seleção de Bill Sharman. Outros jogadores notáveis que se juntaram ao Celtics foram Frank Ramsey e Jim Loscutoff. Nos próximos anos até 1956, os Celtics iriam para os playoffs em todos os anos, mas nunca ganhariam o título. Como Cousy disse: "Nós ficamos cansados no final e não conseguimos a bola". Como resultado, Auerbach buscou um grande defensor que pudesse pegar rebotes, iniciar contra-ataque e ser decisivo.

### A Dinastia (1956-1966)
Antes do Draft da NBA de 1956, Auerbach já estava de olho em Bill Russell e através de uma troca que enviou Macauley e o novato Cliff Hagan ao rival St. Louis Hawks, ele adquiriu Russell, que viria a se tornar um dos maiores jogadores de todos os tempos. No mesmo Draft, Auerbach selecionou Tom Heinsohn e K.C. Jones, também dois futuros membros do Hall of Fame. Enfatizando o jogo em equipe ao invés de performances individuais e enfatizando que a defesa era mais importante que o ataque, Auerbach treinou seus jogadores para forçar erros e jogar no contra-ataque.
Auerbach também enfatizou a necessidade de Frank Ramsey e John Havlicek, que se tornaram dois dos primeiros sexto homens da história da NBA, um papel mais tarde desempenhado por Don Nelson. A receita de Auerbach foi devastadora para a oposição. De 1957 a 1966, os Celtics venceram nove dos dez títulos da NBA. Isso incluiu oito títulos consecutivos - que é a mais longa sequência nos esportes da América do Norte - e seis vitórias sobre os Los Angeles Lakers de Elgin Baylor e Jerry West nas finais da NBA.
Em 1964, ele botou na quadra o primeiro quinteto da NBA composto apenas por afro-americanos: Russell, Willie Naulls, Tom Sanders, Sam Jones e K. C. Jones. Auerbach iria mais longe na temporada de 1966-67, quando ele deixou o cargo e fez de Bill Russell o técnico-jogador. Auerbach também popularizou o fumo de um charuto sempre que achava que um jogo já estava decidido, um hábito que se tornava popular na área de Boston. Além disso, tendo adquirido uma reputação como um competidor feroz, ele frequentemente entrava em brigas verbais com os funcionários, recebendo mais multas e sendo expulso com mais frequência do que qualquer outro técnico da história da NBA.
Ao todo, Auerbach treinou diretamente nove equipes campeãs da NBA e orientou 4 jogadores - Russell, Sharman, Heinsohn e K.C. Jones - que iriam ganhar mais 7 títulos da NBA como treinadores (dois para Russell, Heinsohn e Jones, todos com os Celtics, e um para Sharman com os Lakers). Dez jogadores que foram dirigidos por Auerbach foram introduzidos no Hall of Fame - Macauley, Ramsey, Cousy, Sharman, Heinsohn, Russell, K.C. Jones, Havlicek, Sam Jones e Bailey Howell.

### General Manager (1966-1984)
Enquanto seu pupilo, Bill Russell, levava os Celtics a mais dois títulos em 1968 e 1969, Auerbach reconstruiu a equipe com escolhas de Draft, entre eles os futuros Hall of Fame, Dave Cowens e Jo Jo White. Com seu ex-jogador Tom Heinsohn treinando os Celtics e liderado pelo ex-sexto homem John Havlicek, os novos recrutas ganharam a Divisão do Atlântico em todos os anos de 1972-1976, conquistando o título da NBA em 1974 e 1976.
No entanto, Auerbach não conseguiu impedir que os Celtics entrassem em declínio no final dos anos 70. Depois de Havlicek se aposentar em 1978, os Celtics tiveram um recorde de 61-103 nas duas próximas temporadas.
No verão de 1978, Auerbach entrou em um táxi para levá-lo ao Aeroporto Internacional Logan, onde embarcaria em um voo para Nova York para considerar uma oferta de contrato lucrativa do proprietário dos Knicks, Sonny Werblin. No entanto, o taxista implorou a ele para ficar, enfatizando o quanto os cidadãos de Boston o amavam e o consideravam sua família. Logo depois, liderando uma coletiva de imprensa e com sua típica bravata, Auerbach declarou simplesmente: "Eu não vou a lugar nenhum. Vamos assinar com Larry Bird e vamos pro topo novamente". Bird tornou-se o novato mais bem pago dos Celtics com um contrato de US $ 650.000 por ano. Auerbach sabia que ele seria a pedra angular de uma nova geração.
Em 1980, Auerbach conseguiu outra grande troca, apelidada de "The Steal of the Century". Ele convenceu o Golden State Warriors a trocar a 3ª escolha geral e Robert Parish em troca de duas escolhas no Draft da NBA de 1980. Com a 3ª escolha, Auerbach selecionou Kevin McHale, que também seria incluído no Hall of Fame. Parish-McHale-Bird tornou-se um dos maiores trios na história da NBA. Auerbach contratou o treinador Bill Fitch, que liderou o renovado Celtics para o título de 1981.
Em 1983, Auerbach nomeou o ex-jogador dos Celtics, K.C. Jones, para ser treinador do Celtics. A partir de 1984, Jones treinou os Celtics para quatro aparições consecutivas nas Finais da NBA, vencendo o título em 1984 e 1986.

### Presidente e Vice-Presidente (1984-2006)
Em 1984, Auerbach renunciou às suas funções de General Manager e tornou-se presidente e depois vice-presidente do Boston Celtics. Em um movimento surpreendente, depois de ganhar seu 15º título, ele trocou Gerald Henderson, o herói do Jogo 2 na final contra os Lakers, pela primeira escolha no Draft de 1986. Dois anos mais tarde, depois que os Celtics derrotaram Houston e ganharam seu 16º título, ele usou a escolha para seleciomar Len Bias de Maryland. Com os craques da equipe ainda no auge, os atuais campeões pareciam prontos para competir no topo por anos. No entanto, a tragédia aconteceu apenas dois dias depois, quando Bias morreu de overdose de cocaína. Vários anos depois, Reggie Lewis, faleceu subitamente e sem qualquer compensação, a equipe entrou em declínio, não aparecendo novamente nas Finais enquanto Auerbach fosse vivo.
Em uma entrevista, Auerbach confessou que perdeu o interesse em ser General Manager no início dos anos 90, preferindo ficar em segundo plano e se concentrar em seus passatempos e seu amado tabagismo. No entanto, ele permaneceria como presidente até 1997, como vice-presidente até 2001, e então se tornaria presidente novamente, cargo que ocupou até sua morte, embora em seus últimos anos estivesse enfraquecido por problemas cardíacos e usando uma cadeira de rodas com frequência.

## Vida pessoal
Auerbach se casou com Dorothy Lewis na primavera de 1941. O casal teve duas filhas: Nancy e Randy.
Auerbach era conhecido por seu amor pelos charutos. Os restaurantes de Boston costumavam colocar avisos: "proibido charuto ou cachimbo, exceto Red Auerbach". Além disso, Auerbach era conhecido por seu amor pela comida chinesa. Em uma entrevista pouco antes de sua morte, ele explicou que desde a década de 1950, a comida chinesa era a nutrição mais conveniente para as equipes da NBA na época.
Apesar de sua natureza feroz, Auerbach era popular entre seus jogadores. Ele lembrou que em sua festa de 75 anos, 45 de seus ex-jogadores compareceram; e quando completou 80 anos, sua perene vítima dos anos 1960, Wilt Chamberlain, compareceu, um gesto que Auerbach apreciava muito.
Em entrevista à ESPN, Auerbach afirmou que sua equipe de todos os tempos seria composta por Bill Russell - que na sua opinião era o melhor jogador para começar uma franquia -, Bob Pettit, Elgin Baylor, Oscar Robertson e Jerry West, com John Havlicek como o sexto homem. Quanto aos melhores basquetebolistas de todos os tempos, os candidatos de Auerbach foram Russell, Larry Bird, Magic Johnson, Kareem Abdul-Jabbar, Michael Jordan e Robertson.

### Morte
Auerbach morreu de um ataque cardíaco em 28 de outubro de 2006, aos 89 anos de idade.
O comissário da NBA, David Stern, disse que "o vazio causado por sua morte nunca será preenchido" e os jogadores Bill Russell, K.C. Jones, John Havlicek e Larry Bird, assim como contemporâneos como Jerry West, Pat Riley e Wayne Embry, saudaram Auerbach como uma das maiores personalidades da história da NBA. Bird afirmou: "Red compartilhou nossa paixão pelo jogo, nosso compromisso com a excelência e nosso desejo de fazer o que for preciso para vencer." Auerbach foi enterrado na Virgínia em 31 de outubro de 2006.
Antes da abertura da temporada, o Boston Celtics nomeou a sua quadra central como "Red Auerbach Parquet Floor". A cerimônia contou com a presença de sua filha Randy e algumas das lendas dos Celtics.

## Legado
Entre as realizações de Auerbach durante seus 20 anos de carreira como treinador estão: onze títulos da Divisão Leste (incluindo nove consecutivas de 1957 a 1965), 11 aparições nas Finais (incluindo dez seguidas de 1957 a 1966) e nove títulos da NBA. Com um total de 16 títulos da NBA em um período de 29 anos (1957-1986) como treinador, gerente geral e presidente dos Celtics, Auerbach é a pessoa mais bem sucedido na história da NBA. Ele é creditado com o criador de várias gerações do Boston Celtics.
Nas primeiras temporadas, ele levava o Celtics em longas viagens pela Nova Inglaterra, promovendo a ainda incipiente NBA. No final de cada temporada, independentemente do sucesso na quadra, ele se aproximava do dono Brown e perguntava: "Walter, nossos pagamentos estão em dia?" a qual Brown sempre responderia positivamente. Durante essa época, quando a maioria dos donos de equipes não apenas pensava, mas também tratava seus jogadores como gado e / ou escravos, os atletas de todas as quatro principais ligas esportivas profissionais estavam lutando por seus direitos e justiça econômica. Como Auerbach representava a administração dos Celtics, os membros da equipe, frustrados com seus salários, tinham apenas que reclamar sobre seu papel na formação do sindicato dos jogadores. Essas dinâmicas interpessoais são construídas da seguinte forma pelo jornalista David Halberstam: "Red Auerbach foi atrás dos jogadores da mais alta inteligência e caráter, e depois, claro, pagou-lhes horrivelmente. Isso fez dos Celtics uma massa de contradições. Eles tinham grande coerência como um time, grande lealdade pessoal, grande respeito e amor por Auerbach, que havia criado esta instituição única e honrado cada um deles fazendo parte dele, e então, é claro, grande raiva dele por pagar-lhes tão pouco."
No verão de 1984, com muita apreensão, Auerbach assinou com relutância um lucrativo contrato com Cedric Maxwell. Então, os piores medos de Auerbach tornaram-se realidade quando Maxwell sofreu várias lesões e deu pouca contribuição quando a equipe perdeu pela primeira vez nos playoff para o Lakers nas Finais de 1985. Dois fatos subsequentes são talvez os mais relevantes para avaliar o legado de Auerbach: Primeiro, ele conseguiu trocar Maxwell por Bill Walton, que foi um grande contribuinte para a equipe que ganhou o 16º título em 1986. Em segundo lugar, Maxwell continua a ser um membro amado da família Celtics, incluindo ter seu número aposentado.
Em homenagem a Auerbach, os Celtics aposentaram a camisa número 2 com o nome "AUERBACH", em memória do seu papel como a segunda pessoa mais importante da história dos Celtics (atrás do fundador Walter Brown).

### Treinador pioneiro
Desde seus primeiros dias, Auerbach estava convencido de que o contra-ataque era uma potente arma tática. Essa nova estratégia se mostrou letal. Além disso, Auerbach incutiu o elemento de trabalho em equipe em seus jogadores, além do conceito de sexto homem, afirmando: "Honras individuais são boas, mas nenhum jogador dos Celtics saiu do seu caminho para alcançá-las. Nós nunca tivemos o artilheiro da liga. Na verdade, nós vencemos sete títulos sem colocar sequer um jogador entre os 10 melhores marcadores da liga. Nosso orgulho nunca esteve enraizado nas estatísticas."
Auerbach era conhecido por sua guerra psicológica, muitas vezes provocando jogadores e funcionários adversários. Por seu temperamento explosivo, ele foi expulso e recebeu mais multas do que qualquer outro técnico da história da NBA. Quanto ao seu próprio time, Auerbach era mais suave, Earl Lloyd, o primeiro jogador negro a jogar na NBA, disse: "Red Auerbach convenceu seus jogadores de que ele os amava, então todos queriam agrada-lo."

### Barreira de cor
Auerbach era conhecido por escolher jogadores por talento e motivação, sem levar em consideração a cor da pele ou a etnia. Em 1950, ele fez história ao selecionar o primeiro afro-americano no Draft, Chuck Cooper. Ele constantemente adicionou novos jogadores negros ao seu plantel, incluindo Bill Russell, Tom Sanders, Sam Jones, K.C. Jones. Em 1964, esses cinco jogadores se tornaram os primeiros afro-americanos a serem titulares na NBA. Da mesma forma, na década de 1980, Auerbach era o General Manager e formou uma equipe que foi ridicularizada como "muito branca". Na verdade, a equipe não era nem predominantemente branca nem negra, jogadores brancos como Larry Bird, Kevin McHale, Danny Ainge e Bill Walton jogaram ao lado de negros como Tiny Archibald, Dennis Johnson, Robert Parish e Cedric Maxwell para ganhar mais três títulos nos anos 80 sob o comando dos treinadores Bill Fitch (branco) e K.C. Jones (negro).

### Prêmio Arnold "Red" Auerbach
Para homenagear Auerbach, os Celtics criaram o Prêmio Arnold "Red" Auerbach em 2006. É um prêmio dado anualmente ao atual jogador ou treinador que "melhor exemplifica o espírito e o significado de um ser um jogador dos Celtics".

### Prêmio de Treinador do Ano
A NBA dá um prêmio anual para homenagear o melhor treinador da liga, conforme votado por um painel de jornalistas esportivos. O troféu é chamado de "Red Auerbach Trophy" e tem uma figura de Auerbach sentado em um banco.

## Estatísticas
| Time       | Ano     | J    | V   | D   | %    | Classificação        | PJ  | PV | PD | %    | Resultado                         |
| ---------- | ------- | ---- | --- | --- | ---- | -------------------- | --- | -- | -- | ---- | --------------------------------- |
| Washington | 1946–47 | 60   | 49  | 11  | .817 | 1st in Eastern       | 6   | 2  | 4  | .333 | Perdeu nas Semi-Finais da BAA     |
| Washington | 1947–48 | 48   | 28  | 20  | .583 | 2nd in Western (tie) | -   | -  | -  | –    | Perdeu a Divisão tiebreaker       |
| Washington | 1948–49 | 60   | 38  | 22  | .633 | 2nd in Eastern       | 2   | 6  | 5  | .000 | Perdeu nas Finais da BAA          |
| Tri-Cities | 1949–50 | 57   | 28  | 29  | .491 | 2nd in Eastern       | 3   | 1  | 2  | .333 | Perdeu nas Semifinais de Divisão. |
| Boston     | 1950–51 | 69   | 39  | 30  | .565 | 2nd in Eastern       | 2   | 0  | 2  | .000 | Perdeu nas Semifinais de Divisão. |
| Boston     | 1951–52 | 66   | 39  | 27  | .591 | 2nd in Eastern       | 3   | 1  | 2  | .333 | Perdeu nas Semifinais de Divisão. |
| Boston     | 1952–53 | 71   | 46  | 25  | .648 | 3rd in Eastern       | 6   | 3  | 3  | .500 | Perdeu nas Finais de Divisão.     |
| Boston     | 1953–54 | 72   | 42  | 30  | .583 | 3rd in Eastern       | 2   | 0  | 2  | .000 | Perdeu nas Finais de Divisão.     |
| Boston     | 1954–55 | 72   | 36  | 36  | .500 | 4th in Eastern       | 7   | 3  | 4  | .429 | Perdeu nas Finais de Divisão.     |
| Boston     | 1955–56 | 72   | 39  | 33  | .542 | 2nd in Eastern       | 3   | 1  | 2  | .333 | Perdeu nas Semifinais de Divisão. |
| Boston     | 1956–57 | 72   | 44  | 28  | .611 | 1st in Eastern       | 10  | 7  | 3  | .700 | Campeão da NBA                    |
| Boston     | 1957–58 | 72   | 49  | 23  | .681 | 1st in Eastern       | 11  | 6  | 5  | .545 | Perdeu nas Finais da NBA          |
| Boston     | 1958–59 | 72   | 52  | 20  | .722 | 1st in Eastern       | 11  | 8  | 3  | .727 | Campeão da NBA                    |
| Boston     | 1959–60 | 75   | 59  | 16  | .787 | 1st in Eastern       | 13  | 8  | 5  | .615 | Campeão da NBA                    |
| Boston     | 1960–61 | 79   | 57  | 22  | .722 | 1st in Eastern       | 10  | 8  | 2  | .800 | Campeão da NBA                    |
| Boston     | 1961–62 | 80   | 60  | 20  | .750 | 1st in Eastern       | 14  | 8  | 6  | .571 | Campeão da NBA                    |
| Boston     | 1962–63 | 80   | 58  | 22  | .725 | 1st in Eastern       | 13  | 8  | 5  | .615 | Campeão da NBA                    |
| Boston     | 1963–64 | 80   | 59  | 21  | .738 | 1st in Eastern       | 10  | 8  | 2  | .800 | Campeão da NBA                    |
| Boston     | 1964–65 | 80   | 62  | 18  | .775 | 1st in Eastern       | 12  | 8  | 4  | .667 | Campeão da NBA                    |
| Boston     | 1965–66 | 80   | 54  | 26  | .675 | 2nd in Eastern       | 17  | 11 | 6  | .647 | Campeão da NBA                    |
| Carreira   |         | 1417 | 938 | 479 | .662 |                      | 168 | 99 | 69 | .589 |                                   |

Fonte: